# Montréal (Gers)
Montréal é uma comuna francesa na região administrativa de Occitânia, no departamento de Gers. Estende-se por uma área de 63,05 km². Em 2010 a comuna tinha 1 200 habitantes (densidade: 19 hab./km²).
Pertence à rede das As mais belas aldeias de França.